# مارتن إميل مارتي
مارتن إميل مارتي (بالإنجليزية: Martin E. Marty)‏ هو عالم عقيدة أمريكي، ولد في 5 فبراير 1928 في ويست بوينت في الولايات المتحدة.

## وصلات خارجية
- مارتن إميل مارتي على موقع الموسوعة البريطانية (الإنجليزية)